# In Memoriam Halfdan Kjerulf
In Memoriam Halfdan Kjerulf (Noors: Til Halfdan Kjerulfs Minne) is een compositie van Otto Winter-Hjelm.  Het is gelegenheidsmuziek die gespeeld is tijdens een aantal concerten in april en mei 1870, die werden georganiseerd ter nagedachtenis van de componist Halfdan Kjerulf. Er werd toen een monument aan hem opgedragen. Voor dat concert was het neusje van de zalm van de Noorse muziekleven te horen:
- spreker: Arnoldus Reimers
- zang: Mathilde Andersen
- piano: Agathe Backer-Grøndahl
- orkest; waarschijnlijk musici van het Christiania Theater
- dirigent: Otto Winter-Hjelm

De tekst is waarschijnlijk van Georg Herman Krohn, toneelspeler in het Christiania Theater.